# スロー・ラーナー
『スロー・ラーナー』（Slow Learner）は、アメリカの小説家トマス・ピンチョンの初期の作品を集めた短編小説集。1984年発表。
『重力の虹』（1973年）以降、10年以上新作のなかったピンチョンが、自己の思い出と作品批評を交えた序文を付して、20代で書いた5つの作品をまとめ上げたもの。「Slow Learner」とはいわゆる「学びの遅い子」の意味であるが、事実ピンチョンは収録された作品群に対して（ユーモラスなパフォーマンスながら）厳しい評価を下している。

## 収録作品
- 小雨 (The Small Rain)
- 低地 (Low-Lands)
- エントロピー (Entropy)
『現代アメリカ短編選集第3』（白水社、1970年→新装版：『アメリカ幻想小説傑作集』白水Uブックス、1985年）にも本編が収録されている（井上謙治訳）。
- 秘密裡に (Under the Rose)
後に書き直され、「V.」の第3章となっている。
- 秘密のインテグレーション (The Secret Integration)

（日本語題名は志村正雄訳による）
ピンチョンの初期作品としては、他にコーネル大学時代に同大学の文芸誌「エポック」（Epoch）に掲載された短編「Mortality and Mercy in Vienna」が存在するが、本短編集には収録されていない。この作品は、日本では『競売ナンバー49の叫び』に「殺すも生かすもウィーンでは」という日本語題名で収録されている（志村正雄訳、サンリオ文庫→筑摩書房→ちくま文庫）。

## 日本語訳
- 志村正雄訳 『スロー・ラーナー』（筑摩書房、1988年→新版：ちくま文庫、2008年）
- 佐藤良明訳 『スロー・ラーナー』（新潮社、トマス・ピンチョン全小説、2010年12月）